# Pobrzeże Żmudzkie

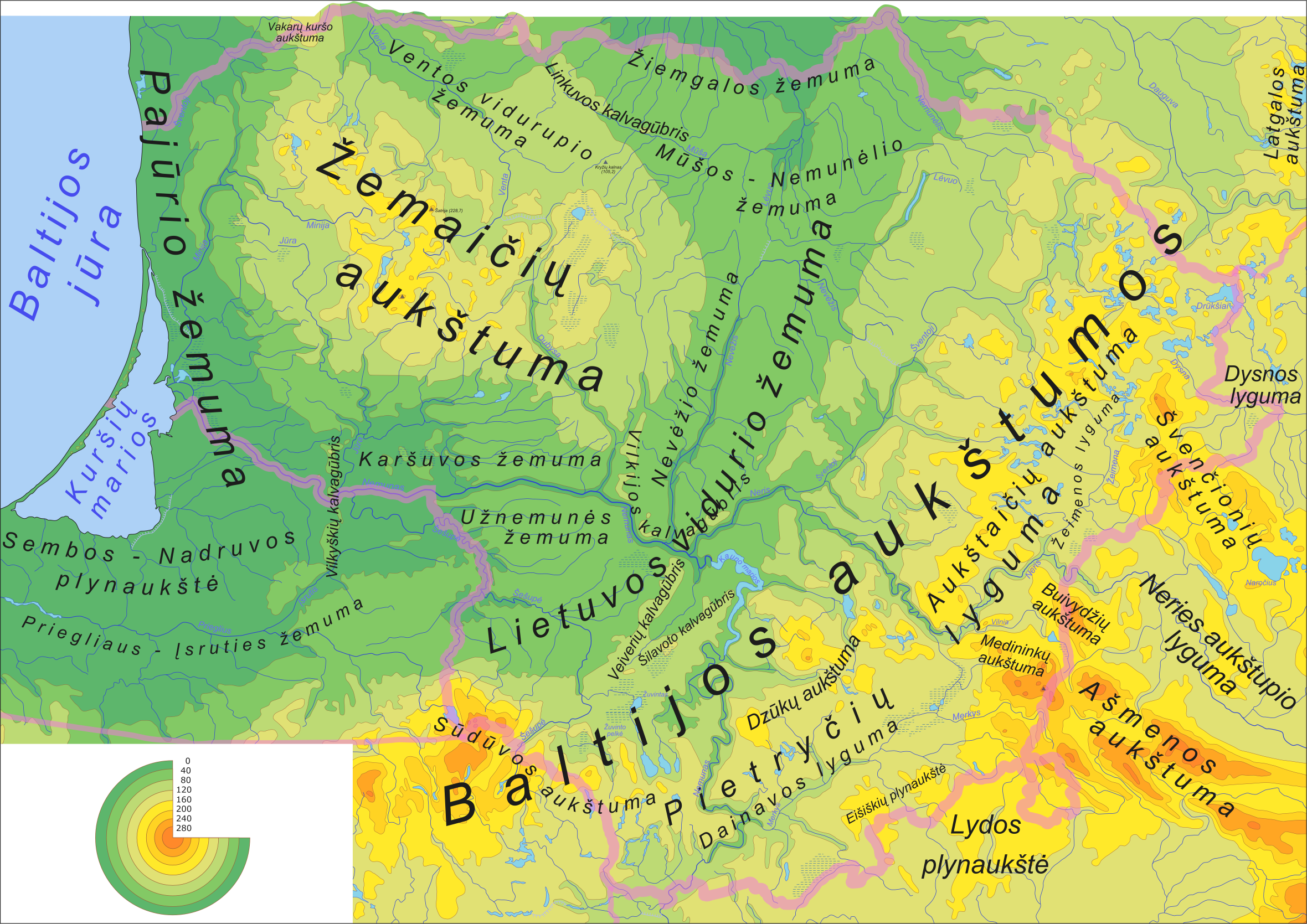
Pobrzeże Żmudzkie na mapie fizycznej Litwy

Pobrzeże Żmudzkie (lit. Pajūrio žemuma; łot. Piejūras zemiene) – nizina nadbrzeżna na Litwie i na Łotwie, rozciągająca się wzdłuż wybrzeża Morza Bałtyckiego, od delty Niemna na południu do wschodniego brzegu Zatoki Ryskiej na północy.
Szerokość pobrzeża wynosi od 2-3 km do 45-50 km na terytorium Łotwy i ok. 20-40 km na terytorium Litwy.